# 默希萨格尔县
默希萨格尔（羅馬化：Mahīsāgar jillō）为印度古吉拉特邦所辖县份，该县为2013年印度独立日新设7县之一，自班杰默哈尔斯与凯达二县析置。默希萨格尔下辖6乡，治所卢纳瓦达市 。人口994,624（2011年）